# Garcinia
Garcinia es un género de plantas de la familia Clusiaceae, nativo de Asia, Australia, África tropical y sureña y Polinesia. Tiene  especies de árboles siempreverdes y arbustos, es dioico y varios de sus elementos son apomícticos.
Es el único género de la tribu Garcinieae en la subfamilia Clusioideae. Comprende 610 especies descritas y de estas, solo 418 aceptadas.

## Descripción
Son árboles,  ramitas con frecuencia longitudinalmente acostilladas, amarillo-verdes, látex amarillo o anaranjado, a veces blanco; plantas dioicas. Hojas a veces verticiladas, nervio principal y nervios laterales prominentes; pecíolos profundamente acanalados arriba, con una estructura axilar ligulada. Inflorescencias axilares, fasciculadas, flores 1–muchas, pediceladas, pequeñas, blancas, yemas globosas; perianto 6-partido; sépalos 2, amarillo-verdosos a blancos; flores estaminadas con numerosos estambres, ovario capitado-disciforme; flores pistiladas con menos estambres y más pequeños, ovario ovoide. Fruto una baya globosa u ovoide, parte carnosa pulposa o coriácea y dura, superficie lisa a verrugosa; semillas 1–4, grandes, a veces envueltas en una testa dulce, blanca y carnosa.

### Usos

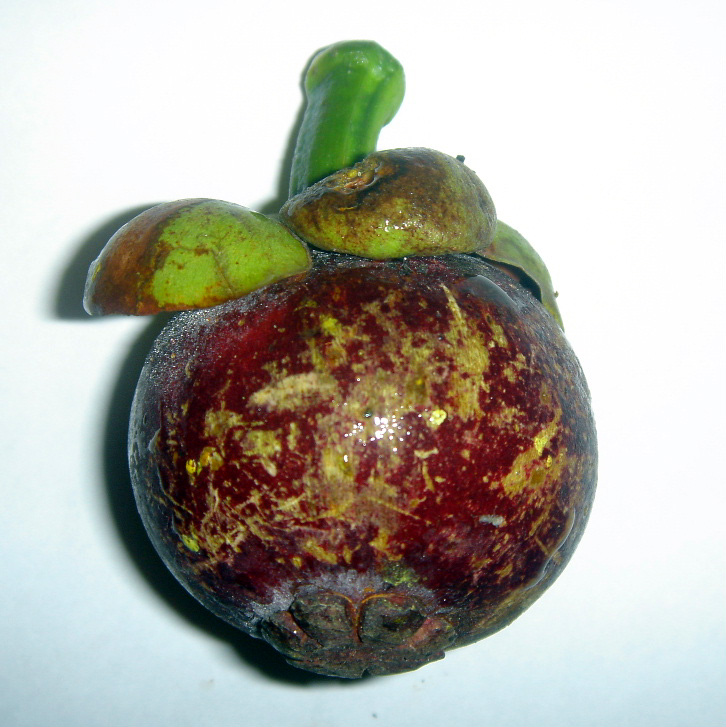
Fruto de Garcinia mangostana

Muchas especies de Garcinia tienen frutos comestibles, comercializados localmente. La especie más conocida es la mangostán (G. mangostana), ahora cultivada en el sudeste de Asia, y en países tropicales después de recientes introducciones. 
Menos conocidas son: la especie kandis (G. forbesii) con una pequeña fruta redonda de color rojo, de un sabor sub-ácido y sensación carnosa; el mangostán gota de limón (G. intermedia) de fruto amarillo, similar a un limón arrugado; y el mangostán de piel fina (G. prainiana) de color naranja.  
Las especies tropicales de Garcinia se conocen por su goma-resina parda amarilla (xantona), usada como pigmento, purgativa, catártica. Debido a su uso tan extendido como pigmento, sobre todo en tiempos antiguos, se ha dado el nombre de “color gamboge” a este pigmento.
El extracto de la corteza de Garcinia mangostana (epicarpio) suele utilizarse también como especia, ocupando un lugar destacado entre la cultura culinaria Kodava. 
La Garcinia multiflora es utilizada como saborizante de comidas y es la responsable del color tan particular de la sopa bún riêu, característica en Vietnam, donde se conoce a esta planta como “điều màu”.
La Garcinia gummi-gutta también es utilizada popularmente como especia en el sur asiático, en particular, en Kerala, donde se la llama comúnmente “kodumpulli”.
La especie Garcinia mannii se utiliza popularmente como palo para mascar en África occidental, ya que refresca el aliento y favorece a la limpieza bucal. 
Como nota cultural, Garcinia subelliptica, llamada fukugi en japonés, es el emblema floral de Mobutu y Tarama en Okinawa. Otra especie culturalmente valorada es Garcinia hombroniana, llamada “bruas Pokok” en Malasia, que da origen a Beruas – a menudo escrito “Bruas”, ciudad de Malasia en que se cultiva esta especie.

### Usos medicinales
Los extractos de la cáscara de algunas especies son reputadas como supresoras del apetito. En particular, los extractos del epicarpio de ciertas especies de Garcinia – gummi-gutta, mangostán púrpura, cambogia- se han vuelto populares en los últimos tiempos como componente principal de suplementos dietarios. Sin embargo, no se ha comprobado su eficacia en niveles de consumo normales, y a largo plazo, en algunos casos se ha documentado un caso de acidosis grave por su consumo.
Es importante señalar que estas especies contienen ácido hidroxicítrico (HCA), un compuesto activo que se encuentra principalmente en la cáscara de la Garcinia cambogia. Este compuesto ha sido objeto de numerosos estudios debido a su potencial para influir en el metabolismo de las grasas. Se ha demostrado que el HCA inhibe la acción de enzimas clave, como la citrato liasa, que participa en la conversión de carbohidratos en grasa, lo que podría contribuir a la reducción de la acumulación de grasa en el cuerpo. Aunque la evidencia en cuanto a su efectividad en la pérdida de peso es aún mixta, varios estudios respaldan su capacidad para mejorar la quema de grasa y reducir el almacenamiento de lípidos, especialmente cuando se combina con una dieta adecuada.
Sin embargo, el consumo excesivo de ácido hidroxicítrico, especialmente en niveles elevados, puede ser tóxico. Por lo tanto, se recomienda precaución y una consulta con profesionales de la salud antes de su uso.

## Taxonomía
El género fue descrito por Carlos Linneo y publicado en Species Plantarum 1: 443. 1753.

#### Etimología
Garcinia: nombre genérico que fue otorgado en honor del botánico francés Laurent Garcin (1683-1752).

## Especies selectas
- Garcinia acutifolia
- Garcinia afzelii
- Garcinia aristata
- Garcinia atroviridis
- Garcifeonia benthami
- Garcinia bifasciculata
- Garcinia brassii
- Garcinia brevipedicellata
- Garcinia burkillii
- Garcinia cadelliana
- Garcinia cambogia - Citrina, Gambooge
- Garcinia cantleyana
- Garcinia cerasifer (H.Perrier) P.F.Stevens
- Garcinia clusiaefolia
- Garcinia costata
- Garcinia cymosa
- Garcinia decussata
- Garcinia diversifolia
- Garcinia dulcis – mundu, rata
- Garcinia echinocarpa
- Garcinia elliptica
- Garcinia epunctata
- Garcinia eugeniaefolia
- Garcinia forbesii – Kandis
- Garcinia fragraeoides
- Garcinia gardneriana – Bacuparí
- Garcinia gerrardii
- Garcinia gummi-gutta - Tamarindo malabar
- Garcinia hanburyi
- Garcinia hendersoniana
- Garcinia hermonii
- Garcinia hessii
- Garcinia heterandra
- Garcinia holttumii
- Garcinia hombroniana– mangostán del mar, pokok bruas en Malayo
- Garcinia humilis
- Garcinia imberti
- Garcinia indica - brindones de la India[5]
- Garcinia intermedia
- Garcinia kingii
- Garcinia kola - Cola amarga
- Garcinia lateriflora
- Garcinia linii
- Garcinia livingstonei – Imbe
- Garcinia loureiroi
- Garcinia macrophylla - Kamururu, bacurí mirim
- Garcinia madruno
- Garcinia maingayi
- Garcinia mannii
- Garcinia mangostana - Jobo de la India, mangostán, mangostino
- Garcinia merguensis
- Garcinia mestonii
- Garcinia minutiflora
- Garcinia monantha
- Garcinia montana
- Garcinia morella
- Garcinia multiflora – hạt điều màu (Vietnamita)
- Garcinia myrtifolia
- Garcinia oliveri
- Garcinia opaca
- Garcinia paucinervis
- Garcinia pedunculata
- Garcinia portoricensis
- Garcinia prainiana – Mangosta button
- Garcinia pseudoguttifera
- Garcinia pushpangadaniana
- Garcinia pyrifera
- Garcinia quaesita
- Garcinia rubro-echinata
- Garcinia schombucgkiana
- Garcinia scortechinii
- Garcinia semseii
- Garcinia sessilis
- Garcinia staudtii
- Garcinia subelliptica – Fukugi (japonés)
- Garcinia terpnophylla
- Garcinia thwaitesii
- Garcinia tinctoria
- Garcinia travancorica
- Garcinia uniflora
- Garcinia vitiensis
- Garcinia warrenii
- Garcinia wightii
- Garcinia xanthochymus – asam kandis (indonesio)
- Garcinia zeylanica